# Glossotrophia annae
Glossotrophia annae is een vlinder uit de familie van de spanners (Geometridae). De wetenschappelijke naam van de soort is voor het eerst geldig gepubliceerd in 1990 door von Mentzer.